# Sikorsky S-76
Sikorsky S-76 je srednje velik večnamenski komercialni helikopter. Proizvaja ga ameriško podjetje Sikorsky Aircraft Corporation, od 1970ih so zgradili že več kot 774 helikopterjev. Poganjata ga dva francoska turbogredna motorja Turbomeca Arriel 2S2. Ima štirikraki glavni rotor, štirikraki repni rotor in uvlačljivo podvozje.
Razvoj se je začel v srednjih 1970ih kot S-74, srednje velik helikopter naj bi se uporabljal za VIP transporte in na naftnih ploščadih. S-74 so potem preimenovali v S-76. Pri načrtovanju so uporabljali tehnologijo od S-70, ki so ga potem zbrali v vojski kot UH-60 Black Hawk). S-76 je bil prvi Sikorskyev helikopter zasnovan kot komercialni helikopter.
Prototip je prvič poletel 13. marca 1977, prva dostava je bila 2 leti pozenje leta 1979. S-76 je dobil vzdevek "Spirit", ki pa ga je družba uradno preklicala zaradi težav v prevodu v tuje jezike.</ref>
Prva proizvodna verzija je bila S-76A, ki je postavil nekaj rekordov v svojem razredu-zta dolet, vzpenjanje in višino leta. S-76 Mk II se je pojavil leta 1982 in S-76B leta 1987. Do leta 2001 so dostavili več kot 500 S-76.

## Tehnične specifikacije
- Posadka: 2
- Kapaciteta sedežev:  12–13
- Dolžina: 52 ft 6 in (16,00 m)
- Širina: 10 ft 0 in (3,05 m) a
- Višina: 14 ft 6 in (4,42 m)
- Prazna teža: 7 005 lb (3 177 kg)
- Gros teža: 11 700 lb (5 307 kg)
- Kapaciteta goriva: 281 US galon (1 064 litrov),
- Motorji: 2 × Turbomeca Arriel 2S2 turbogredni, 922 KM (688 kW) vsak
- Premer rotorja: 44 ft 0 in (13,41 m)

- Maks. hitrost: 155 vozlov (178 mph; 287 km/h)
- Potovalna hitrost: 155 vozlov (178 mph; 287 km/h)
- Dolet: 411 nmi (473 mi; 761 km)
- Višina leta (servisna): 13 800 ft (4 200 m)

- Avionika:
- Honeywell four-tube EFIS and Collins Proline II avionics suite
- Štiriosni avtopilot
- Integrated Instrument Display System (IIDS)
- Honeywell ground proximity warning system GPWS
- Honeywell Primus Vremenski radar
- Dual comm/nav radio
- Automatic direction finder -  ADF
- Dual attitude and heading reference system and air data computers
- Radijski višinomer
- Mode C transponder
- Dual VHF omnidirectional range (VOR) and Instrument landing system (ILS)
- Distance measuring equipment - DME
- Cockpit voice recorder